# Eufriesea combinata
Eufriesea combinata är en biart som först beskrevs av Alexander Mocsáry 1897.
Eufriesea combinata ingår i släktet Eufriesea, tribus orkidébin och familjen långtungebin. Inga underarter finns listade i Catalogue of Life.